# Dariusz Szymura
Dariusz Szymura (ur. 22 marca 1966 w Wodzisławiu Śląskim) – operator filmowy, dokumentalista.
W 1993 ukończył leśnictwo na Uniwersytecie Jagiellońskim, zaś w 1998 studia realizacji obrazu na Wydziale Radia i Telewizji Uniwersytetu Śląskiego w Katowicach. Współpracował m.in. z reżyserami: Beatą Dzianowicz (Cela z widokiem, 1996), Magdaleną Piekorz (Franciszkański spontan, 1998), Leszkiem Gnoińskim (Historia polskiego rocka, 2008), Wojciechem Słotą (Historia polskiego rocka i Sztuka wolności, 2012), Markiem Kłosowiczem (Sztuka wolności, 2012).

## Wybrana filmografia
- 1996: Ziarnko
- 1996: Cela z widokiem
- 1998: Franciszkański spontan
- 1998: Przychodzę, by wam służyć
- 2000: Pamiętnik rodzinny - pierwszy krzyk (telenowela dokumentalna)
- 2000: Znaki - o cudach
- 2002: Piwnica pod Baranami Piotra Skrzyneckiego
- 2005: Łzy z nieba
- 2006: Stygmaty (cykl dokumentalny)
- 2006: Sekrety i skarby III Rzeszy (cykl dokumentalny, zdjęcia do 3 odcinków)
- 2006: Sanktuaria Maryjne (cykl dokumentalny, zdjęcia do 3 odcinków)
- 2006: Górnicy z "Piasta"
- 2007: Niepokorny
- 2007: Protokoły Mędrców Syjonu (w cyklu Na tropach tajemnic)
- 2007: Zagadka śmierci biskupa Stanisława (w cyklu Na tropach tajemnic)
- 2007: Zagadka katedry w Kwidzynie (w cyklu Na tropach tajemnic)
- 2007: Masoni (w cyklu Na tropach tajemnic)
- 2007: Lolek
- 2007: Lenin wiecznie żywy
- 2007: Ostatnia szychta (w cyklu Katastrofy górnicze)
- 2007: Kapelan
- 2008: Żołnierze wyklęci (serial dokumentalny)
- 2008: Historia polskiego rocka (serial dokumentalny)
- 2009: Przyniósł nam światło prawdziwe
- 2009: Polecamy się waszej pamięci (w cyklu Katastrofy górnicze)
- 2010: Trzy dni
- 2011: Twarze Łopusznej
- 2011: Sztuka wolności
- 2012: Operacja Życie (serial dokumentalny, odcinki 1-12)